# Урсоая (Вилча)
Урсоая (рум. Ursoaia) — село у повіті Вилча в Румунії. Входить до складу комуни Песчана.
Село розташоване на відстані 163 км на захід від Бухареста, 33 км на південний захід від Римніку-Вилчі, 64 км на північ від Крайови, 146 км на південний захід від Брашова.

## Населення
За даними перепису населення 2002 року у селі проживали 215 осіб, усі — румуни. Усі жителі села рідною мовою назвали румунську.